# Centre Démocrate Humaniste
Centre Démocrate Humaniste (CDH; Eigenschreibweise cdh) war eine Partei im französischsprachigen Teil Belgiens. Im deutschsprachigen Teil Belgiens operierte sie auch unter den Namen Christlich Soziale Partei (CSP). Von 1972 bis zum Jahr 2002 hieß die Partei Parti Social Chrétien (PSC). 2022 wurde die Partei in Les Engagés umbenannt.
Die Regierungspartei war lange Zeit mit Sozialisten und Liberalen eine der drei dominierenden französischsprachigen Parteien des Landes. Nach Ansicht des Politikwissenschaftlers Dieter Nohlen sind die Verluste der Partei zwischen 2000 und 2010 auf die zunehmende Säkularisierung und Abwendung vom Konservativismus in der Bevölkerung zurückzuführen. 2003 erhielt sie 5,5 und 2007 6,1 Prozent aller belgischen Stimmen für das Abgeordnetenhaus, 2010 erreichte sie 5,7 %. Mittlerweile steht cdH als Reaktion auf diese gesellschaftlichen Veränderungen im frankophonen Süden im politischen Spektrum Mitte-links; vor allem setzt die Partei sich für einen starken Sozialstaat ein, der dem im Vergleich zu Flandern weniger wohlhabenden und stärker von Arbeitslosigkeit betroffenen Wallonien zugutekommen würde.
Ihr flämisches Pendant hieß Christen-Democratisch en Vlaams (CD&V) und ist deutlich konservativer ausgerichtet. 2003 kam diese auf 13,3 und 2008 auf 18,5 Prozent der landesweiten Stimmen, 2010 auf 10,9.
Parteivorsitzender war seit Januar 2019 Maxime Prévot.

## Geschichte
Die Parti catholique („Katholische Partei“) ist nach den Liberalen die zweitälteste Partei in Belgien, sie wurde 1884 gegründet. Nach dem Ersten Weltkrieg nannte sie sich 1921 in Union catholique belge (UCB) um, ab 1936 firmierte sie unter der Bezeichnung Bloc catholique belge und nach dem Zweiten Weltkrieg wurde sie zur Parti social-chrétien (PSC), die mit den Sozialisten und Liberalen in wechselnden Koalitionen bis hin zur Dreierkoalition (tripartite) über Jahrzehnte die politische Landschaft in Belgien beherrschte, die meiste Zeit in der Regierung war und zahlreiche Ministerpräsidenten stellte. Ein wesentliches Thema der Partei war in den 1950er Jahren der sogenannte „zweite Schulstreit“ (deuxième guerre scolaire, nach dem „ersten Schulstreit“ in den 1880er Jahren), in dem es um die Finanzierung der weiterführenden Schulen in katholischer Trägerschaft ging, und in dem die PSC im Gegensatz zu den Liberalen und Sozialisten stand.
Die PSC war zunächst unitaire, bevor sie sich 1968 in eine niederländischsprachige flämische Partei (die heutige Christen-Democratisch en Vlaams – CD&V) und eine frankophone Partei aufspaltete, die den Namen behielt. Die frankophone PSC nannte sich am 18. Mai 2002 in Centre démocrate humaniste (CDH) um und wurde 2022 zu Les Engagés.
Auf einem Parteikongress Mitte März 2022 in Brüssel wurde eine geplante Änderung des Parteinamens in „Les Engagé(e)s“ (die Engagierten) bekanntgegeben. Endgültig wurde über den neuen Namen auf einem weiteren Kongress am 14. Mai 2022 entschieden. Auf dem Parteitag am 14. Mai 2022 in Lüttich wurde die geplante Namensänderung von den Delegierten gutgeheißen.